# Кларк, Уэндел
Уэ́ндел Кларк (англ. Wendel Clark; 25 октября 1966, Келвингтон, Канада) — канадский хоккейный тренер, в прошлом — профессиональный хоккеист, левый нападающий. Чемпион мира 1985 года среди молодёжных команд. На драфте НХЛ 1985 года выбран под общим первым номером клубом «Торонто Мейпл Лифс». С 1991 по 1994 год был капитаном «Торонто».

## Игровая карьера
15 июня 1985 года Уэндела Кларка на драфте НХЛ под общим первым номером выбрал «Торонто Мейпл Лифс».
27 мая 1993 года в шестом матче финала конференции на выезде против «Лос-Анджелес Кингз» сделал единственный в карьере хет-трик в матчах Кубка Стэнли. Несмотря на это «Торонто» уступил в овертайме (4:5), а затем и в седьмом матче дома (4:5, хет-трик Уэйна Гретцки).
28 июня 1994 года «Торонто» обменял Кларка, защитника Сильвена Лефевра, нападающего Лэндона Уилсона и выбор в первом раунде драфта 1994 года в «Квебек Нордикс» на нападающих Матса Сундина и Тодда Уорринера, защитника Гарта Бутчера и выбор в первом раунде драфта 1994 года. 21 июня 1995 года, в связи с переездом «Нордикс» в Денвер, Кларк стал игроком «Колорадо Эвеланш», но за новую команду не выступал.
3 октября 1995 года «Колорадо» обменял Кларка в «Нью-Йорк Айлендерс» на нападающего Клода Лемьё.
13 марта 1996 года «Айлендерс» обменяли Кларка и защитников Мэтью Шнайдера и Ди-Джея Смита в «Торонто» на нападающих Дарби Хендриксона и Шона Хаггерти, защитника Кенни Йонссона и выбор в первом раунде драфта 1997 года.
31 июля 1998 года свободный агент Кларк перешёл в «Тампа Бэй Лайтнинг».
23 марта 1999 года «Тампа» обменяла Кларка и выбор в шестом раунде драфта 1999 года в «Детройт Ред Уингз» на вратаря Кевина Ходсона и выбор во втором раунде драфта 1999 года.
12 августа 1999 года Кларк перешёл в «Чикаго Блэкхокс». 14 января 2000 года перешёл в «Торонто».
29 июня 2000 года Уэндел Кларк объявил о завершении карьеры игрока.
22 ноября 2008 года баннер с номером «17» и фамилией Кларка был поднят под сводами Эйр Канада-центра — домашней арены «Торонто Мейпл Лифс».

## Статистика
| Легенда | Легенда                    | Легенда | Легенда                   | Легенда | Легенда    |
| ------- | -------------------------- | ------- | ------------------------- | ------- | ---------- |
| И       | Количество проведённых игр | Штр     | Штрафное время            | +/−     | Плюс-минус |
| Г       | Голы                       | П       | Голевые передачи          | О       | Очки       |
| -       | Статистика неизвестна      | —       | Статистика не учитывалась |         |            |

### Матчи всех звёзд НХЛ
- Статистика приведена по данным сайта NHL.com Архивная копия от 5 апреля 2015 на Wayback Machine.

## Достижения

### Командные
Международные
| Год  | Команда       | Достижение   |
| ---- | ------------- | ------------ |
| 1985 | Канада (мол.) | Чемпион мира |

### Личные
ЗХЛ
| Год  | Команда         | Достижение                                   |
| ---- | --------------- | -------------------------------------------- |
| 1985 | Саскатун Блейдз | Попадание в первую сборную всех звёзд        |
| 1985 | Саскатун Блейдз | Билл Хантер Мемориал Трофи (Лучший защитник) |

НХЛ
| Год  | Команда            | Достижение                             |
| ---- | ------------------ | -------------------------------------- |
| 1986 | Торонто Мейпл Лифс | Участник Матча всех звёзд              |
| 1986 | Торонто Мейпл Лифс | Попадание в сборную молодых звёзд НХЛ  |
| 1986 | Торонто Мейпл Лифс | Попадание в сборную всех звёзд НХЛ     |
| 1999 | Тампа Бэй Лайтнинг | Участник Матча всех звёзд (2)          |
| 1999 | Тампа Бэй Лайтнинг | Попадание в сборную всех звёзд НХЛ (2) |

- Список достижений приведён по данным сайта Eliteprospects.com Архивная копия от 24 сентября 2015 на Wayback Machine.